# Museo del Risorgimento (Lendinara)
Il Museo del Risorgimento di Lendinara racconta l’impegno politico e civile di donne e uomini polesani che hanno preso parte al Risorgimento italiano, mediante l’esposizione di documenti e testimonianze di età garibaldina.  Il Museo è di proprietà del Comune di Lendinara e fa parte della rete del Sistema Museale Provinciale Polesine.

## Storia
Il Museo è stato inaugurato il 22 ottobre 2016 nella mansarda di Palazzo Boldrin nel comune di Lendinara, in provincia di Rovigo, sede della Biblioteca civica “G. Baccari” e dell’Archivio storico comunale della città. Palazzo Boldrin, designato nel 2016 come “Cittadella della Cultura”, è la cornice storica del museo, costruito nella prima metà del Cinquecento per volere del Cavaliere della Repubblica di Venezia Vincenzo Malmignati. Dopo un primo passaggio di proprietà dai Malmignati ai Conti l’immobile venne poi acquisito nel Novecento dal dottor Brunetto Boldrin, responsabile di profondi lavori di restauro. Un settore del palazzo è sede della Biblioteca Comunale di Lendinara, una delle più antiche del Polesine. Istituita nel 1787 e trasportata a Palazzo Boldrin nel Novecento, ad oggi ospita una raccolta di libri donati nell’Ottocento dal sacerdote lendinarese don Gaetano Baccari al comune della città. La biblioteca venne intitolata in suo onore e progressivamente ampliata con acquisti e donazioni esterne. L’edificio è inoltre sede dell’Archivio Storico Comunale dal 1990 e dal 2016 ospita il Museo del Risorgimento in Polesine.

## Collezione
Il percorso che si snoda nelle sale del sottotetto del palazzo restituisce una visione ampia sul panorama storico culturale lendinarese dell'Ottocento.  Una sezione del percorso è dedicata alla figura di Alberto Mario, patriota garibaldino, giornalista ed ideologo repubblicano originario di Lendinara. Le sue giubbe garibaldine, un busto, alcuni suoi scritti e la minuta del discorso che Francesco De Santis tenne per la sua morte delineano il percorso umano e civile del patriota lendinarese.  La sua personalità insieme a quella della moglie di origini britanniche Jessie White, anch’essa giornalista e presente a fianco di Garibaldi in tutte le campagne d’Italia, assurgono al ruolo di rappresentanti di un movimento patriottico profondamente animato dagli ideali liberali, che ebbe nella città polesana un'ampia e sentita adesione. Lungo l’itinerario espositivo si possono apprezzare cimeli bellici, bandiere sui moti risorgimentali, indumenti delle camicie rosse esposti in onore di Giuseppe Garibaldi e Giuseppe Mazzini, i protagonisti dell’epoca. Il percorso espositivo include un approfondimento su Adolfo Rossi, diplomatico e giornalista locale che denunciò le emergenze sociali post-unitarie, tra cui l’ingente migrazione di cittadini all’estero. Oltre alle testimonianze risorgimentali il Museo ha destinato uno spazio al fondo fotografico di fine Ottocento della famiglia Marchiori, costituita da negativi su vetro, stampe e strumenti fotografici. Sono inoltre disponibili alcune postazioni multimediali per consultare alcune pagine dello scritto di Alberto Mario “La Camicia Rossa”, in cui narra la propria esperienza nella missione garibaldina dei Mille.